# Dschawid Schakirowitsch Gamsatow
Dschawid Schakirowitsch Gamsatow (russisch Джавид Шакирович Гамзатов, belarussisch Джавід Гамзатаў/Dschawid Hamsatau; * 27. Dezember 1989 in Kisiljurt, Dagestanische ASSR, Russische SFSR, Sowjetunion) ist ein belarussischer Ringer russisch-dagestanischer Herkunft. Er gewann bei der Weltmeisterschaft 2013 eine Bronzemedaille im griechisch-römischen Stil im Mittelgewicht.

## Werdegang
Dschawid Gamsatow begann im Jahre 2003 als Jugendlicher mit dem Ringen. Er konzentriert sich dabei auf den griechisch-römischen Stil. Er ist Mitglied des Sportvereins Dynamo Gomel und wird seit 2006 von Malik Eskendarow trainiert. Als Erwachsener startete er bisher bei einer Größe von 1,75 Metern im Mittelgewicht, der Gewichtsklasse bis 84 kg Körpergewicht (bis 31. Dezember 2013). Er ist Student, verdient aber seinen Lebensunterhalt z. Zt. mit dem Ringen.
Seinen Einstand bei internationalen Meisterschaften gab er im Jahre 2009 bei der Junioren-Weltmeisterschaft (Juniors) in Ankara. Er belegte dabei hinter Babak Hossein Ghorbani Goldasteh, Iran, Alan Chugajew, Russland, Artur Aleksanjan, Armenien und Tuomas Tarino, Finnland den 5. Platz.
Danach benötigte er einige Jahre, um in Belarus auch bei den Senioren eine Spitzenstellung zu erlangen. Das lag vor allem an der großen Breite an guten Ringern in seiner Gewichtsklasse in diesem Land. Vor allem Alim Selimow, der Weltmeister von 2011 verbaute ihm mehrmals den Start bei internationalen Meisterschaften. Selimow war auch bei den Olympischen Spielen 2012 in London am Start. 2012 wurde Dschawid Gamsatow vom belarussischen Ringerverband bei der Europameisterschaft in Belgrad eingesetzt. Er verlor dort aber gleich seinen ersten Kampf gegen den erfahrenen Nenad Žugaj aus Kroatien und landete in der Endabrechnung bei dieser Meisterschaft auf dem 22. Platz.
Nach dem Rücktritt von Alim Selimow ist Dschawid Gamsatow seit Beginn des Jahres 2013 in Belarus die Nummer 1 im Mittelgewicht. Er startete im März 2013 bei der Europameisterschaft in Tiflis, verlor dort aber wieder seinen ersten Kampf. Der Türke Selçuk Çebi schlug ihn knapp mit 2:1 Runden und 2:1 Punkten. Dschawid Gamsatow kam damit auf den 17. Platz. Bei seinen weiteren Starts bei internationalen Meisterschaften zeigte er sich aber stark verbessert und erzielte weitaus bessere Ergebnisse. Im Juli 2013 kam er bei der Universiade in Kasan hinter dem Olympiasieger Alan Chugajew und Maksim Manukjan aus Armenien auf den 3. Platz. Bei der Weltmeisterschaft dieses Jahres in Budapest besiegte er Laimutis Adomaitis aus Litauen und unterlag dann dem späteren Weltmeister Taleb Nariman Nematpour aus dem Iran. Er konnte aber in der Trostrunde weiterringen und sicherte sich dort mit Siegen über Alexander Bravo Brazon, Venezuela, Nursultan Tursinow, Kasachstan und Damian Janikowski, Polen, eine Bronzemedaille.

## Internationale Erfolge
| Jahr | Platz | Wettbewerb                                   | Gewichtsklasse | Ergebnisse |
| 2009 | 5.    | Junioren-WM (Juniors) in Ankara              | Mittel         | hinter Babak Hossein Ghorbani Goldasteh, Iran, Alan Chugajew, Russland, Artur Aleksanjan, Armenien und Tuomas Tarino, Finnland                                                                           |
| 2011 | 2.    | Präsidenten-Cup in Kasachstan                | Mittel         | hinter Schanarbek Kabdolow, Kasachstan, vor Andrei Samochin, Kasachstan und Zoltán Fodor, Ungarn |
| 2011 | 2.    | "Oleg-Karawajew"-Memorial in Minsk           | Mittel         | gemeinsam mit Alim Selimow (Mannschaftsturnier) |
| 2012 | 3.    | Golden-Grand-Prix in Istanbul                | Mittel         | hinter Asamat Bikbajew, Russland und Danial Gadschijew, Kasachstan, gemeinsam mit Alan Chugajew |
| 2012 | 22.   | EM in Belgrad                                | Mittel         | nach einer Niederlage gegen Nenad Zugaj, Kroatien |
| 2012 | 13.   | Welt-Cup in Saransk                          | Mittel         | Sieger: Taleb Nariman Nematpour, Iran vor Laszlo Antunovics, Ungarn |
| 2012 | 9.    | "Wladyslaw-Pytlasinski"-Memorial in Ratibor  | Mittel         | Sieger: Alan Chugajew vor Damian Janikowski, Polen |
| 2012 | 9.    | Universitäten-WM in Kuortane/Finnland        | Halbschwer     | Sieger: Nikita Melnikow, Russland vor Ahmet Tacyldiz, Türkei |
| 2013 | 7.    | "Vehbi-Emre"-Memorial in Istanbul            | Mittel         | Sieger: Selçuk Çebi, Türkei vor Revazi Nadareischwili, Georgien |
| 2013 | 17.   | EM in Tiflis                                 | Mittel         | nach einer Niederlage gegen Selcuk Cebi |
| 2013 | 3.    | Universiade in Kasan                         | Mittel         | hinter Alan Chugajew und Maksim Manukjan, Armenien |
| 2013 | 5.    | "Wladyslaw-Pytlasinksi"-Memorial in Warschau | Mittel         | Sieger: Viktor Lörincz, Ungarn vor Damian Janikowski |
| 2013 | 3.    | WM in Budapest                               | Mittel         | nach einem Sieg über Laimutis Adomaitis, Litauen, einer Niederlage gegen Taleb Nariman Nematpour und Siegen über Alexander Bravo Brazon, Venezuele, Nursultan Tursinow, Kasachstan und Damian Janikowski |
| 2014 | 1.    | "Vehbi-Emre"-Memorial in Istanbul            | bis 85 kg      | vor Schariar Mammadow, Aserbaidschan, Ahmet Yildirim und Metehan Basar, beide Türkei |

Erläuterungen
- alle Wettkämpfe im griechisch-römischen Stil
- WM = Weltmeisterschaft, EM = Europameisterschaft
- Mittelgewicht, Gewichtsklasse bis 84 kg, Halbschwergewicht, bis 96 kg Körpergewicht (bis 31. Dezember 2013); seit 1. Januar 2014 gilt eine neue Gewichtsklasseneinteilung durch den Ringer-Weltverband FILA